# Volker Schütz

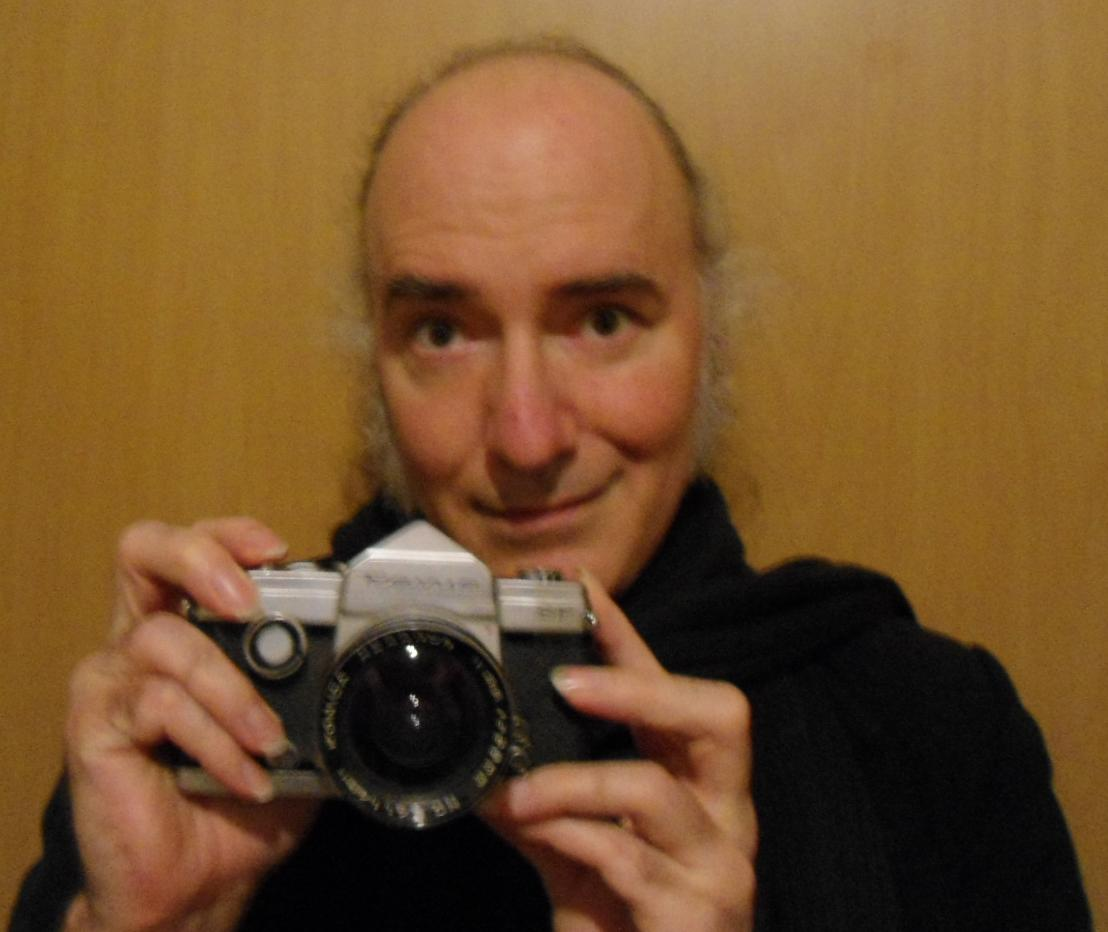
Volker Schütz (2013)

Volker Schütz (* 1968 in Neunkirchen/Saar) ist ein deutscher Experimentalfilmer und Fotokünstler.

## Leben
Schütz studierte Informationswissenschaft, Kunstgeschichte und Linguistik an der Universität des Saarlandes. Seit den 1990er Jahren beschäftigt er sich mit der Lomografie und experimentiert mit selbstgebauten Kameras, Spielzeug- oder Lochkameras sowie selbstgebauten Objektiven. Bei dem Projekt Laserakte bestrahlt er Aktmodelle mit Laser und erzeugt so Fotografien von computergrafischer Anmutung. Bei der Mitmachaktion Körperteilverlängerung schafft er surreale und verzerrte Ganzkörperportraits mit Hilfe einer Schiebeblendenkamera aus den frühen 1980er Jahren.
In dem Dokumentarfilm LOve & MOtion (2005) wurde er als Nahlinsenexperte interviewt.
Mit seinen Kurzfilmen nahm er an einigen überregionalen Filmfestivals teil: Der Lochkamerafilm Heimat wurde in Braunschweig (Anadoma Festival), Iserlohn (Pinhole-Festival) und in Polen (OFFO-Festival) gezeigt. Der Lochkamerafilm Der Tanz der Prinzessin Hiroshibelle wurde in Dudelange (Octobre Rouge Festival) und auf den Filmfestspielen von Cannes 2010 (short film corner) präsentiert. Der zusammen mit Janina Elena Kotlorz und einer Vier-Linsen-Kamera erstellte Kurzfilm Sag mir Himmel lief in der Filmschau Großregion (Saarbrücken/Nancy) und im Luxemburger Projekt D'Konschtkëscht einen Monat lang auf elf Monitoren verteilt in der Großregion.
Als fiktionale Mykologie produziert er Fotos von modifizierten Pilzen und erstellt Maschinelle Kunst mithilfe Künstlicher neuronaler Netze. 2021 und 2022 fertigte er verschiedenartige Titelbilder für die Zeitschrift Saarbrücker Hefte (Nr. 124 und Nr. 126).

## Filmografie
- 2005: LOve & MOtion (Mitwirkender)
- 2007: Heimat (Kurzfilm)
- 2009: Der Tanz der Prinzessin Hiroshibelle (Kurzfilm)
- 2011: Sag mir Himmel (Kurzfilm, mit Janina Elena Kotlorz)